# Глиноликий
Глиноликий (англ. Clayface) — псевдонім, використовуваний декількома суперзлодіями всесвіту DC Comics. Всі були ворогами Бетмена.

## Бейз Карло
Бейз Карло (Basil Carlo) був зіркою фільмів категорії B (B-Movie) - низькопробних і малобюджетних фільмів жахів, популярних в США. Коли Бейз почув, що буде знятий ремейк фільму жахів «Терор» (The Terror), що приніс йому популярність і популярність, він був розлючений фактом, що головна роль віддана іншому, більш здатному і молодому акторові. Бейз навіть не втішав той факт, що він був у числі «запрошених зірок». Тоді Карло задався метою зірвати зйомки і почав вбивати акторів і членів знімальної команди фільму, надягаючи на злочини маску екранного лиходія, Глінолікого. Але був зупинений Бетменом (Batman) і Робіном (Robin). Бейз знову з'явився після падіння з обриву тюремної машини швидкої допомоги, в якій він знаходився. Він знову надів маску Глінолікого і напав на наречену Брюса Уейна, Джулі Медісон (Julie Madison). Динамічний Дует (Dynamic Duo) знов завадив лиходієві.

## Метт Хейг
Метт Хейг був мисливцем за скарбами і знайшов таємничу печеру з радіоактивним басейном протоплазми. Занурюючись у нього, Метт перетворювався на податливу глину, яка може прийняти будь-який бажаний йому вигляд. Однак, це лише тимчасовий ефект, і йому потрібно періодично повертатися в басейн для підтримки використанні своїх повноважень. 
Пізніше Хейген копіює протоплазму з печерного басейну в хімічній лабораторії. Але штучна протоплазма дає йому тільки 5:00 здібностей, в порівнянні з двома добами від занурення в радіоактивний басейн. 
Метт безліч разів втікав з в'язниці, щоразу повертаючись до своєї печери, щоб зануритися в бруд і здійснювати нові злочини. Одного разу Бетмен простежив Глінолікого до печери і скористався чудо-брудом, щоб битися з ним нарівні. Іншого разу злодій прийняв облич Супермена, отримавши таким чином кріптоніанскіе здібності і боровся проти Супермена, Бетмена і Робіна, але герої змогли перемогти Хейгана, використавши червоний криптоніт. Пізніше Глиноликий вступив у змову з Брейніаком, але знову програв. Хейган, Лекс Лютор, Брейніак, Горила Гроддена, Сінестро і Володар Океанів увійшли до складу групи злодіїв, яка атакувала Лігу Правосуддя, але були розбиті.

## Пітер Маллі
Шостий Глиноликий з'являється одночасно з П'ятим, в Batman # 550. Він є вченим з лабораторії Департаменту екстранормальних операцій - доктором Пітером Маллі, який зливається із зразком глини Касія Клея. Він отримує здатності до зміни форми, а також силу розплавляти предмети лише поглянувши на них. Після його поразки його останки зберігаються в штаб-квартирі Део.